# Német requiem
A Német requiem (Ein deutsches Requiem, Op.45) Johannes Brahms héttételes zeneműve, 1866-ban készült el vele. Különlegessége egyrészt, hogy műfaját tekintve valójában nem mise, hanem inkább oratórium; másrészt hogy a komponista német nyelvű szöveget használt a mű megírásához. A korábbi requiemek latin nyelvű szövegekre íródtak, csak Heinrich Schütz Musikalische Exequien című gyászszertartás-zenéje épült német nyelvre, és Brahms után is csak Benjamin Britten írt nemzeti nyelvű requiemet, a Háborús Requiemet. A német címben az „ein” (egy) szót a német nyelvű szövegre tett erőteljes utalásként lehet értelmezni.

## A mű születése
A Német requiem befejezésekor a zeneszerző alig múlt 33 éves. A zenetörténészek általában egyetértenek abban, hogy létrejöttében a Brahmsot ért megrázó halálesetek játszottak döntő szerepet. A zenemű komponálását 1856-ban kezdte, ekkor halt meg Robert Schumann, korábbi nagy pártfogója, a másik esemény édesanyja halála volt 1865-ben, ez is beleszövődik a darab zenei hangulatába (az 5. tételben). A reqiuem szövegét Brahms Luther német Bibliájából válogatta össze (ugyanúgy, mint a későbbi Négy komoly énekét is). Felhasználta a zsoltárokat, az evangéliumokat, sőt még a Biblia deuterokanonikus könyveiből is válogatott. A kóruskezelésben már komoly tapasztalata volt, hiszen 1863-tól néhány évig a bécsi Sing-Akademie kórusának vezetője volt.
A Német requiemnek több bemutatója is volt, az első kettő tulajdonképpen részleges premier volt. 1866. december 1-jén az első három tételt játszották el Bécsben, Johann Herbeck vezényletével. 1868. április 11-én, Nagypénteken már hat tételt játszottak el Brémában, itt maga Brahms vezényelt. A bemutató – ellentétben az 1866-ossal – teljes sikerrel zárult, és fordulópontot jelentett Brahms elfogadottságában, megítélésében. Brahms még ebben az évben kiegészítette a Requiemet az 5. tétellel, amit szeptember 12-én bemutattak Zürichben, Ida Suter-Weber szoprán szólójával és Friedrich Hegar dirigálásával. A teljes, immár héttételes mű a lipcsei Gewandhausban hangzott fel 1869. február 18-án, a bemutatót Karl Reinecke vezényelte.

## A zene
A zene szimmetrikus építkezésű, ami a tételek felépítését, mondanivalóját és zenei jellegét illeti, Ujfalussy József „szimmetrikus kupola-építmény”-hez hasonlította. „Az első rész vezérszava: »Boldogok, akik sírnak, mert ők megvígasztaltatnak« – egyben az egész mű alaptónusát és belső programját, szenvedés és megnyugvás örök ritmusának törvényét hirdeti meg. Szó szerint rímel majd rá a 7. rész textusa: »Boldogok, akik az Úrban halnak meg«. A kettő zenéje is egymásra utal. Úgy zárja keretbe a köztük lejátszódó belső drámát és katharzist, miként a latin szertartás hagyományos »requiem« szava.”
Az 1. tétel (Boldogok, akik sírnak, Máté evangéliuma, 126. zsoltár) sajátossága, hogy a hegedűk hallgatnak benne, a dallamot – és a hangszínt – a basszus orgonapontja fölött hallható mélyvonósok viszik és határozzák meg. A tétel komorságát Brahms olyan zeneszerzői megoldással oldja, hogy széles dallamossággal fejti ki a tétel egyes részeit.
A 2. tétel (Mert minden test olyan, mint a fű, Péter első levele, Jakab levele, Ézsaiás) a requiem legismertebb és legnevezetesebb tétele. Ez a rész b-mollban írt megrázó gyászindulóval kezdődik. A tétel hármas tagolású, a fődallam hamisítatlan induló jellegét hármas lüktetéssel tompítja a szerző. A zenekar komor hangzásához az énekkar unisono mély szólamai csatlakoznak. A komor hangzás a tétel végén ismét oldódik, a dúr hangnemben felhangzó örömkórus révén, amit a fuvola fényes hangzása kísér.
A 3. tétel (Jelentsd meg Uram az én végemet, 39. zsoltár, Salamon bölcsessége) zenéje végig egy D orgonaponton nyugszik. Itt szólal meg először a baritonszóló, amelyben – a kórussal együtt – az élet értelméről kérdezi az Urat. A kérdésre a tétel végén kapjuk meg a választ, egy hatalmas karfúga formáján belül.
A 4. tétel (Mily szerelmetesek a te hajlékaid, 84. zsoltár) a zenemű szimmetria középpontja. A tétel a kórusé, könnyed, lírai hangulatú zene – Esz-dúrban.
Az 5. tétel (Ti is azért most ugyan szomorúságban vagytok, János evangéliuma, Sirach, Ézsaiás) szoprán szólójában kapjuk végső a választ, vagy inkább a biztatást, a szimmetria-pár 3. tételben elhangzó bariton kérdése kapcsán. A szoprán dallama szomorú ugyan, de a zene jellege vigasztaló. A szóló és a kórus felváltva kap szerepet a tételben.
A 6. tétel (Mert nincsen itt maradandó városunk, Pál apostol levele a zsidókhoz, Pál első levele a korinthosziakhoz, János jelenései) a requiemen belüli szimmetria-párjaihoz, a 2. és a 3. tételekhez kapcsolódik. A bevezető dallam után a bariton kap szerepet, a feltámadásról szól, majd a kórus is bekapcsolódik. A tételben megszólal az utolsó ítélet harsona-hangja, ami azonban nem a borzalmas megsemmisülés hangja, hanem a diadalmas megújulásé, a győzelemé, amit C-dúrban megszólaló, szélesen áradó kórusfúga keretén belül fejez ki a komponista.
A 7. tétel (Boldogok, akik az Úrban halnak meg, János jelenései) a mű alapgondolatához, az 1. tétel kérdéséhez (Boldogok, akik sírnak) tér vissza, azokat tartja boldognak, akik az Úrban halnak meg. Lírai, mégis emelkedett zenével fejeződik be a Német requiem.

## Hangszerelés
- Szoprán és bariton,
- vegyes kórus,
- két fuvola és pikoló,
- két oboa,
- két klarinét,
- két fagott és kontrafagott (utóbbi ad libitum*),
- négy kürt,
- két trombita,
- három harsona,
- tuba,
- üstdob,
- hárfa (ha lehet, kettő),
- orgona (ad libitum[2]),
- vonós hangszerek.

## A Requiem zenéje és szövege
| Tétel      | Német szöveg | Magyar szöveg (eredeti írásmóddal) Ortutay Réka fordítása |
| ---------- | --- | --- |
| 1. tétel · | Selig sind, die da Leid tragen, denn sie sollen getröstet werden. Die mit Tränen säen, werden mit Freuden ernten. Sie gehen hin und weinen und tragen edlen Samen, und kommen mit Freuden und bringen ihre Garben. | Boldogok, a kik sírnak: mert ők megvígasztaltatnak. A kik könyhullatással vetnek, vígadozással aratnak majd. A ki vetőmagját sírva emelve megy tova, vígadozással jő elő, kévéit emelve. |
| 2. tétel · | Denn alles Fleisch es ist wie Gras und alle Herrlichkeit des Menschen wie des Grases Blumen. Das Gras ist verdorret und die Blume abgefallen. So seid nun geduldig, lieben Brüder, bis auf die Zukunft des Herrn. Siehe, ein Ackermann wartet auf die köstliche Frucht der Erde und ist geduldig darüber, bis er empfahe den Morgenregen und Abendregen. So seid nun geduldig. Aber des Herrn Wort bleibet in Ewigkeit. Die Erlöseten des Herrn werden wieder kommen und gen Zion kommen mit Jauchzen. Freude, ewige Freude wird über ihrem Haupte sein; Freude und Wonne werden sie ergreifen, und Schmerz und Seufzen wird weg müssen.                                                                     | Mert minden test olyan, mint a fű, és az embernek minden dicsősége olyan, mint a fű virága. Megszárad a fű, és virága elhull. Legyetek azért, atyámfiai, béketűrők az Úrnak eljöveteléig. Ímé a szántóvető várja a földnek drága gyümölcsét, béketűréssel várja, míg reggeli és estveli esőt kap. De az Úr beszéde megmarad örökké. Ez pedig az a beszéd, a mely néktek hirdettetett. Hisz az Úr megváltottai megtérnek, és ujjongás között Sionba jönnek; és örök öröm fejökön, vígasságot és örömöt találnak; és eltűnik fájdalom és sóhaj. |
| 3. tétel · | Herr, lehre doch mich, daß ein Ende mit mir haben muß, und mein Leben ein Ziel hat, und ich davon muß. Siehe, meine Tage sind einer Handbreit vor dir, und mein Leben ist wie nichts vor dir. Ach, wie gar nichts sind alle Menschen, die doch so sicher leben. Sie gehen daher wie ein Schemen, und machen ihnen viel vergebliche Unruhe; sie sammeln, und wissen nicht wer es kriegen wird. Nun, Herr, wes soll ich mich trösten? Ich hoffe auf dich. Der Gerechten Seelen sind in Gottes Hand, und keine Qual rühret sie an. | Jelentsd meg Uram az én végemet és napjaim mértékét, mennyi az? Hadd tudjam, hogy milyen múlandó vagyok. Ímé tenyérnyivé tetted napjaimat, és az én életem te előtted, mint a semmi. Bizony merő hiábavalóság minden ember, akárhogyan áll is! Bizony árnyékként jár az ember; bizony csak hiába szorgalmatoskodik; rakásra gyűjt, de nem tudja, ki takarítja be azokat! Most azért, mit reméljek, oh Uram?! Te benned van bizodalmam. Az igazak lelke azonban Isten kezében van, és gyötrelem nem érheti őket. |
| 4. tétel · | Wie lieblich sind deine Wohnungen, Herr Zebaoth! Meine Seele verlanget und sehnet sich nach den Vorhöfen des Herrn; mein Leib und Seele freuen sich in dem lebendigen Gott. Wohl denen, die in deinem Hause wohnen, die loben dich immerdar. | Mily szerelmetesek a te hajlékaid, Seregeknek Ura! Kivánkozik, sőt emésztődik lelkem az Úrnak tornáczai után; szívem és testem ujjongnak az élő Isten felé. Boldogok, a kik lakoznak a te házadban, dicsérhetnek téged szüntelen! |
| 5. tétel · | Ihr habt nun Traurigkeit; aber ich will euch wieder sehen und euer Herz soll sich freuen, und eure Freude soll niemand von euch nehmen. Sehet mich an: Ich habe eine kleine Zeit Mühe und Arbeit gehabt und habe großen Trost funden. Ich will euch trösten, wie einen seine Mutter tröstet. | Ti is azért most ugyan szomorúságban vagytok, de ismét meglátlak majd titeket, és örülni fog a ti szívetek, és senki el nem veszi tőletek a ti örömeteket. Láthatjátok a saját szemetekkel, hogy milyen keveset fáradtam, mégis milyen nagy nyugalmat találtam. Mint férfit, a kit anyja vígasztal, akként vígasztallak titeket én. |
| 6. tétel · | Denn wir haben hie keine bleibende Statt, sondern die zukünftige suchen wir. Siehe, ich sage euch Geheimnis: Wir werden nicht alle entschlafen, wir werden aber all verwandelt werden; und dasselbige plötzlich, in einem Augenblick, zu der Zeit der letzen Posaune. Denn es wird die Posaune schallen, und die Toten werden auferstehen unverweslich, und wir werden verwandelt werden. Dann wird erfüllet werden das Wort, das geschrieben steht: Der Tod ist verschlungen in den Sieg. Tod, wo ist dein Stachel? Hölle, wo ist dein Sieg? Herr, du bist würdig, zu nehmen Preis und Ehre und Kraft, denn du hast alle Dinge geschaffen, und durch deinen Willen haben sie das Wesen und sind geschaffen. | Mert nincsen itt maradandó városunk, hanem a jövendőt keressük. Ímé titkot mondok néktek. Mindnyájan ugyan nem aluszunk el, de mindnyájan elváltozunk. Nagy hirtelen, egy szempillantásban, az utolsó trombitaszóra; mert trombita fog szólni, és a halottak feltámadnak romolhatatlanságban, és mi elváltozunk. Mert szükség, hogy ez a romlandó test romolhatatlanságot öltsön magára, és e halandó test halhatatlanságot öltsön magára. Mikor pedig ez a romlandó test romolhatatlanságba öltözik, és e halandó halhatatlanságba öltözik, akkor beteljesül amaz ige, mely meg vagyon írva: Elnyeletett a halál diadalra. Halál! hol a te fullánkod? Pokol! hol a te diadalmad? Méltó vagy Uram, hogy végy dicsőséget és tisztességet és erőt; mert te teremtettél mindent, és a te akaratodért vannak és teremttettek. |
| 7. tétel · | Selig sind die Toten, die in dem Herren sterben, von nun an. Ja der Geist spricht, daß sie ruhen von ihrer Arbeit; denn ihre Werke folgen ihnen nach. | Boldogok a halottak, a kik az Úrban halnak meg mostantól fogva. Bizony, azt mondja a Lélek, mert megnyugosznak az ő fáradságuktól, és az ő cselekedeteik követik őket. |